# Bangan-Hill-Nationalpark
Der Bangan-Hill-Nationalpark liegt in der Provinz Nueva Vizcaya auf der Insel Luzon in den Philippinen. Der Nationalpark wurde am 29. März 1995 auf einer Fläche von 139 Hektar in der Großraumgemeinden Bayombong etabliert. Der Nationalpark liegt in einem Tal in den Caraballo-Bergen, an dem Ufern eines Nebenflusses des Magat-Rivers, nahe dem Barangay Magsaysay in der Großraumgemeinde Bayombong.
Der Nationalpark dient dem Schutz der historischen und religiös bedeutenden Pilgerstätte Station of the Cross, die seit Mitte des 18. Jahrhunderts ein bedeutendes spirituelles Zentrum der Region ist. In der Nähe des Nationalparks befindet sich der Campus der Nueva Vizcaya State University.